# Franciszek Pększyc

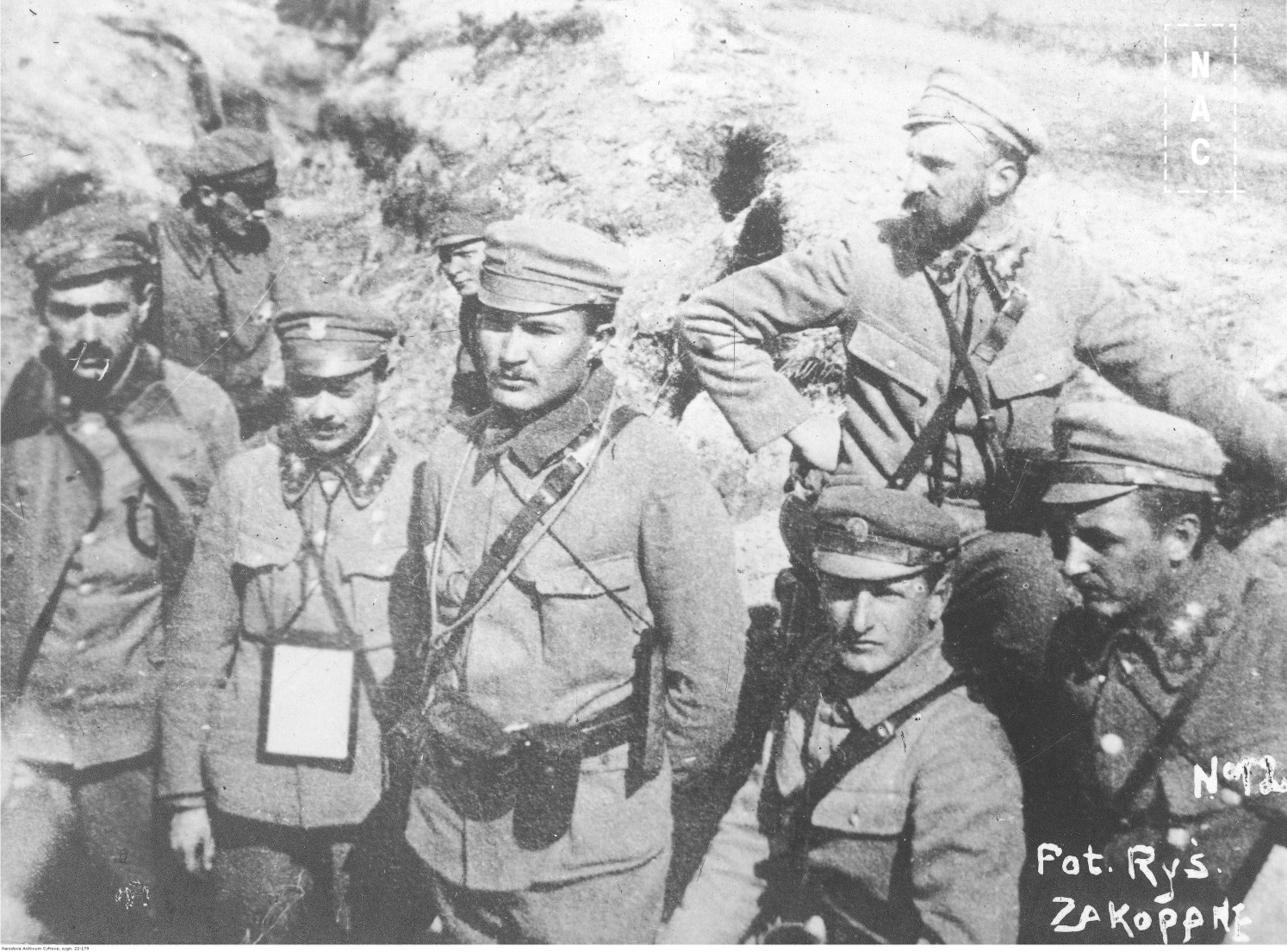
oficerowie VI batalionu I Brygady Legionów w okopach nad Nidą: porucznik Edward Zinth-Rzecki (1. z lewej), porucznik Stanisław Machowicz-Sawa, major Albin Satyr-Fleszar (4. z prawej), kapitan Franciszek Pększyc-Grudziński (2. z prawej - na dole), porucznik Leopold Lis-Kula, porucznik Kazimierz Młodzianowski-Dąbrowa (2. z prawej- z brodą).

Franciszek Makary Pększyc ps. „Grudziński” (ur. 2 stycznia 1891 w Sokalu, zm. 4 czerwca 1915 w Modliborzycach) – kapitan piechoty Legionów Polskich, kawaler Orderu Virtuti Militari.

## Życiorys

### Dzieciństwo i młodość
Franciszek Pększyc urodził się 2 stycznia 1891 roku w Sokalu, w rodzinie Franciszka, nauczyciela i powstańca styczniowego, i Marii z Maksymowiczów. W jego rodzie pielęgnowano patriotyzm i wartości katolickie. Jego dziad bił się w dwóch powstaniach w 1831 i 1863 roku. 
Do szkoły uczęszczał w Krakowie, gdzie ukończył II Wyższą Szkołę Realną w 1910 roku. Od 1905 roku należał do skautingu. Współpracował blisko z Andrzejem Małkowskim, jednym z twórców harcerstwa w Polsce. Studiował na Uniwersytecie Jagiellońskim i na Politechnice Lwowskiej, gdzie zetknął się z abstynenckim ruchem studenckim Eleusis (do którego przystąpił w 1910 roku), kierowanym przez prof. Wincentego Lutosławskiego, mającym wpływ na tworzące się wówczas harcerstwo.

### Organizacje niepodległościowe
Franciszek Pększyc podczas pobytu we Lwowie należał do tajnych organizacji niepodległościowych, m.in. do Armii Polskiej, w której ukończył szkołę podoficerską i w czerwcu 1911 roku uzyskał nominację podoficerską. Jesienią tego roku zaciągnął się na rok do wojska austriackiego, gdzie został przydzielony do 30. pułku piechoty, tzw. „Lwowskich Dzieci”. Po odbyciu służby porzucił studia we Lwowie i przeniósł się do Krakowa (listopad 1912 roku), gdzie poświęcił się wyłącznie pracy wojskowej w II Polskiej Drużynie Strzeleckiej. Bardzo szybko awansował, na początku listopada został zastępowym w II PDS, 14 stycznia 1913 roku mianowany plutonowym, a dwa miesiące później podchorążym. Wkrótce objął dowództwo kompanii II PDS. Pracy w drużynie strzeleckiej poświęcał cały swój czas i energię. Od podwładnych wymagał bezwzględnej służbistości. Duża część przyszłych oficerów Legionów Polskich przeszła przez szkolenie Franciszka Pększyca.
Wiosną 1913 roku w celu podniesienia swoich umiejętności wojskowych próbował zaciągnąć się na ochotnika najpierw do wojska serbskiego, a później bułgarskiego. Jednak z powodu nadmiaru kandydatów nie został przyjęty.
Pększyc kierował kilkoma kursami wojskowymi. Między innymi dwumiesięcznym kursem wojskowym w Rabce (28 czerwca - 20 sierpnia 1913, 16 uczestników), oficerskim kursem wędrownym - Kraków, Brzesko, Tarnów, Lipnica Murowana, Gdów (4–10 kwietnia 1914 roku, 37 uczestników), kursem w Nowym Sączu (15–30 lipca 1914, 140 uczestników).

### I wojna światowa
Franciszek Pększyc zaraz po wybuchu wojny został zmobilizowany i wysłany na front serbski do walk przeciw Czarnogórze, gdzie brał udział w walkach pod Gackiem (14–15 sierpnia). Po kilku dniach zdezerterował, przedostał się do Galicji i przyjąwszy pseudonim Grudziński zameldował się 30 sierpnia 1914 roku do Kwatery Głównej Legionów Polskich w Kielcach. Natychmiast został komendantem batalionu rekruckiego (VI), złożonego z 500 ludzi, głównie świeżych ochotników z Królestwa. Po dziesięciu dniach batalion wysłano do Choczni, gdzie Pększyc kierował jego ćwiczeniami jeszcze dwa tygodnie. 25 września wrócił do 1 pułku piechoty Legionów Polskich, gdzie w Gręboszewie objął komendę drugiej kompanii I batalionu. Był bardzo wymagającym dowódcą, podnoszącym nieustanie wyszkolenie podległych mu żołnierzy. Prowadził ćwiczenia nawet na postojach i w czasie dłuższych odpoczynków.
W ramach pierwszych legionowych nominacji oficerskich został mianowany porucznikiem.
W bitwie pod Laskami 23 października 1914 roku został ciężko ranny w nogę. Po kilku godzinach, po nastaniu zmroku został zabrany spod obstrzału, opatrzony i przewieziony do szpitala polowego. 28 listopada uciekł ze szpitala i z niezagojoną jeszcze raną zameldował się w brygadzie. Tutaj skierowano go do pracy przy sztabie. Komendant I batalionu w 2 pułku piechoty z którym w dniach 22-25 grudnia walczył pod Łowczówkiem. Od 24 stycznia do 15 lutego 1915 komendant placu w Kętach. Od 26 lutego 1915 został komendantem IV kompanii w VI batalionie, składającej się z najsłabiej wyszkolonych ochotników oraz rezerw innych kompanii, ponownie został skierowany do działań liniowych nad Nidę. W bardzo krótkim czasie porucznik doprowadził kompanię do takiego stanu wyszkolenia, że była uważana za wzorową w brygadzie. 
5 maja 1915 roku był wykazywany jako komendant kompanii w IX randze (niem. kompagniekommandanten in der IX Rangsklasse), która to funkcja była równorzędna stopniowi kapitana (niem. Hauptmann). Na sporządzonej 20 maja 1915 roku w Piotrkowie „Liście oficerów Legionów Polskich” figuruje pod pseudonimem Grudziński jako kapitan.
12 maja 1915 roku, po długim pobycie w okopach nad Nidą, brygada ruszyła naprzód. Batalion Fleszera, do którego należała kompania Pększyca, przydzielono do grupy austriackiej, która rozpoczęła ofensywę w kierunku Gór Świętokrzyskich. 21 maja kompania miała decydujący udział w bitwie pod Wszachowem – zajęła Masiówki i Wszachów. Następnie uderzono na Żerniki. Kompania poniosła duże straty, zginął podporucznik Darocha, a Pększyc otrzymał ranę w bok od kuli szrapnela. Odwieziono go do Jędrzejowa, skąd samowolnie, z niezagojoną raną, wrócił do swojej kompanii 28 maja.
3 czerwca Franciszek Pększyc poszedł na patrol i wrócił szczęśliwie, jednak następnego dnia na patrolu pod Modliborzycami został ciężko ranny w głowę. Odebrał sobie życie strzałem z pistoletu. Pochowano go w Baćkowicach. W okresie międzywojennym ciało jego przeniesiono na cmentarz wojenny w Opatowie.
Franciszek Pększyc pośmiertnie został odznaczony austriackim Krzyżem Zasługi Wojskowej (rozkazem z dnia 15 września 1915 r.) oraz awansowany na stopień kapitana (ze starszeństwem z dniem 3 czerwca 1915). W niepodległej Polsce odznaczony Krzyżem Srebrnym Orderu Wojskowego Virtuti Militari nr 7087 oraz Krzyżem Niepodległości.
Był kawalerem.

## Upamiętnienie
Jego życiorys opisał Karol Koźmiński w książce pt. Kamienie na szaniec, wydanej w 1937.
W 1939 Państwowe Liceum i Gimnazjum w Kętach otrzymało nazwę Państwowe Liceum i Gimnazjum im. Kpt. Franciszka Pększyca Grudzińskiego w Kętach.